# Черенков Павло Олексійович
Павло Олексійович Черенков (15 (28) липня 1904, село Нова Чигла Бобровського повіту Воронезької губернії — 6 січня 1990, Москва) — радянський фізик, лауреат Нобелівської премії з фізики (спільно з Ігорем Таммом і Іллею Франком) (1958), дворазовий лауреат Сталінської премії.
Жертва сталінського терору (батько убитий сталіністами).

## Біографія
Батьки Павла Олексійовича — Олексій Єгорович і Марія Черенкова були селянами, село Нова Чигла, населений пункт розташований у межах українського історичного регіону Східна Слобожанщина.
1928 року Черенков закінчив фізико-математичний факультет Воронезького університету (ВДУ).
Після закінчення університету Черенков був спрямований викладати в школу в місто Козлов, теперішній Мічурінськ.
Через два роки в те ж місто отримала направлення Марія Олексіївна Путінцева, дочка Олексія Михайловича Путінцева — воронезького літературознавця-краєзнавця, професора ВДУ, засновника дому-музею І. С. Нікітіна. Вона теж закінчила ВДУ, відділення російської мови і літератури педфаку.
1930 року Черенков одружився з Марією Путінцевою.
1932 року у них народився син Олексій, 1936 року — дочка Олена.
У листопаді 1930 року у Воронежі заарештували у справі краєзнавців Олексія Михайловича Путінцева. Наприкінці того ж року був «розкуркулений» в Новій Чиглі батько Павла Олексійовича — Олексій Єгорович Черенков.
1931 року Олексія Єгоровича засудили і відправили в заслання. Його звинуватили в приналежності до партії есерів і в участі в «куркульській» сходці 1930 року.
1937 року батька вченого знову заарештували, 1938 засудили та вбили «за контрреволюційну агітацію».
1930 року Черенков вступив до аспірантури Інституту фізики і математики в Ленінграді.
1935 року захистив кандидатську дисертацію, а 1940 року — докторську.
З 1932 року працював під керівництвом С. І. Вавілова.
З 1935 року — співробітник Фізичного інституту ім. П. М. Лебедєва в Москві (ФІАН), з 1948 року — професор Московського енергетичного інституту, з 1951 року — професор Московського інженерно-фізичного інституту.
Член КПРС з 1946 року. Член-кореспондент АН СРСР (1964). Дійсний член АН СРСР (1970).
Черенков останні 28 років життя провів у столичній квартирі в районі Ленінського проспекту, де розташовані різні інститути Академії наук, в тому числі і ФІАН.
Павло Олексійович Черенков помер 6 січня 1990 року від механічної жовтяниці. Похований на Новодівочому цвинтарі Москви.

## Премії та нагороди
- Сталінська премія (1946, 1951)
- Державна премія СРСР (1977)
- Нобелівська премія з фізики (1958)
- Герой Соціалістичної Праці (1984)

## Пам'ять

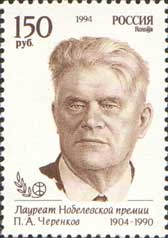
Черенков П. А. на марці Росії

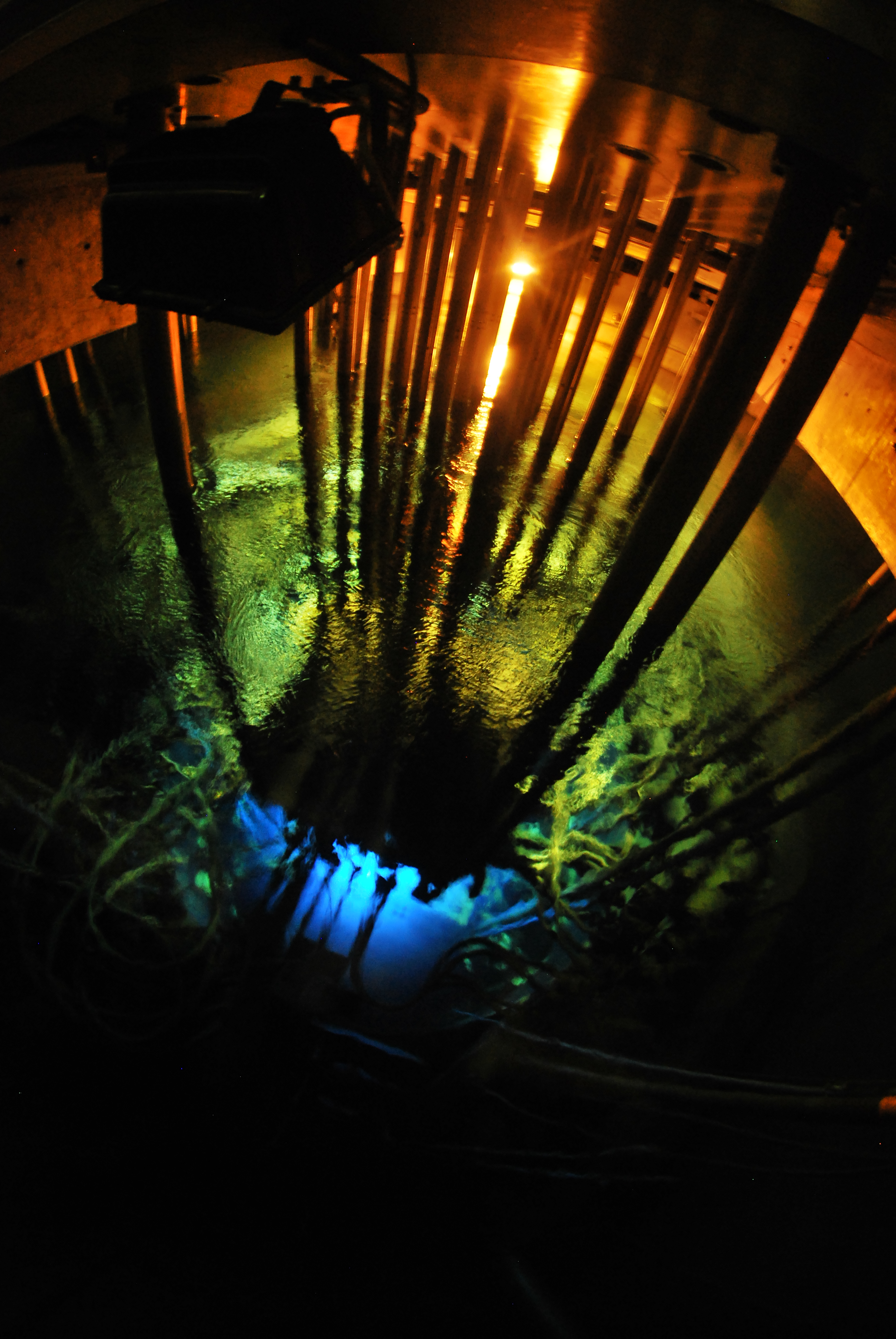
Експериментальний ядерний реактор Марія занурений у воду де можна спостерігати Черенковське випромінювання, Польща

- У 1994 році в честь Черенкова була випущена поштова марка Росії.
- "Ефект Черенкова"згадується в романі Роберта Хайнлайна "Зоряний десант".За його допомогою космічні кораблі здійснюють міжпланетні перельоти(10 світових років за тиждень).

## Науковий доробок
Основні роботи Черенкова присвячені фізичної оптиці, ядерної фізики, фізики частинок високих енергій.
У 1934 у виявив специфічне блакитне світіння прозорих рідин при опроміненні швидкими зарядженими частинками.
Показав відмінність даного виду випромінювання від флуоресценції.
У 1936 році встановив основну його властивість — спрямованість випромінювання, утворення світлового конуса, вісь якого збігається з траєкторією руху частки.
Теорію випромінювання Черенкова розробив в 1937 році зпільно з Ігорем Таммом і Іллею Франком.
Ефект Вавилова — Черенкова лежить в основі роботи детекторів швидких заряджених частинок (черенковських лічильників).
Черенков брав участь у створенні синхротронів, зокрема синхротрона на 250 МеВ (Сталінська премія, 1952).
У 1958 році разом з Таммом і Франком був нагороджений Нобелівською премією з фізики «за відкриття й тлумачення ефекту Черенкова». Манне Сігбан з Шведської королівської академії наук у своїй промові зазначив, 
|  | відкриття явища, нині відомого як ефект Черенкова, являє собою цікавий приклад того, як відносно просте фізична спостереження при правильному підході може привести до важливих відкриттів і прокласти нові шляхи для подальших досліджень |

.
Виконав цикл робіт з фоторозпаду гелію та інших легких ядер високоенергетичними γ-квантами (Державна премія СРСР, 1977).